# Karnak (banda)
Karnak é uma banda brasileira, da cidade de São Paulo, conhecida por fundir diversos estilos musicais, brasileiros e internacionais, com música pop e rock.

## Biografia

### Criação
Em 1992, André Abujamra, vocalista e guitarrista principal, após terminar seu duo Os Mulheres Negras, que formava com seu amigo Maurício Pereira, partiu para uma viagem por várias localidades do mundo, munido de um gravador de som. Através dele, coletou muitos tipos de música diferentes, pensando em criar uma banda com essas influências, mas também misturando sons brasileiros tradicionais e modernos, como rock, pop e música eletrônica. Um dos destinos da viagem foi o vilarejo de Karnak, um complexo de templos antigos no Egito. Maravilhado com a beleza do local, ele deu esse nome para sua nova banda.
De volta ao Brasil, ele chamou vários músicos para formar sua banda, sendo que a maioria eram amigos próximos, chegando ao ponto dele manter dois bateristas na banda pois ele os considerava muito bons e era muito amigo dos dois, sendo impossível dispensar um deles. Com dez músicos, dois atores e um cachorro, o Karnak iniciou suas atividades.
Eles ensaiaram durante um ano inteiro antes de fazer sua primeira apresentação ao vivo. As apresentações ao vivo do Karnak têm um viés teatral, apresentando sempre esquetes e performances cômicas de improviso, além de figurinos diferenciados, frequentemente utilizando-se de chapéus chamativos, túnicas coloridas, etc. Na parte musical, se destaca a habilidade de seus instrumentistas também na improvisação.

### Primeiro álbum e reconhecimento nacional
Em 1995, eles lançaram seu primeiro álbum, Karnak, pelo extinto selo brasileiro Tinitus. Nos créditos do disco, constavam nomes como Chico César, Tom Zé, Marisa Orth, Lulu Santos, Paulo Miklos e Paulinho Moska. O álbum ainda incluiu a participação do diretor e apresentador Antônio Abujamra, pai de André, com uma declamação na faixa de encerramento do álbum, "Cala a boca menino".
Acredita-se ter vendido entre 50 e 100 mil cópias até hoje (após o fechamento da Tinitus, o álbum foi relançado por outra gravadora, Net Records). O álbum recebeu ótimas críticas, e apesar de não ter se tornado muito popular a ponto de ser tocado em estações de rádio, o Karnak se tornou relativamente conhecido em rádios universitárias em São Paulo e teve seus clipes transmitidos pela MTV Brasil. No mesmo ano de 1995, Karnak foi eleito o melhor grupo musical pela Associação Paulista de Críticos de Artes.
Em 2012, este álbum foi eleito pela revista Rolling Stone dos Estados Unidos como sétimo melhor álbum de rock latino de todos os tempos, sendo a melhor posição para um álbum de uma banda brasileira. Em 2023, a mesma Rolling Stone atualizaria e ampliaria o ranking do rock latino e dessa vez Karnak acabaria na 17ª posição, sendo o 3º brasileiro do ranking.

### Universo Umbigo- turnês internacionais
Eles lançaram seu segundo álbum em 1997, chamado Universo Umbigo, pela gravadora Velas, também extinta. Na época, a banda adicionou mais integrantes: uma dançarina do ventre (que na verdade era namorada de André) e mais alguns instrumentistas. A banda teve naquele momento sua maior formação: 15 membros. No Brasil, este álbum teve menos impacto que o primeiro, e hoje ele está disponibilizado para download no site emusic, sob o nome equivocado de "Karnak Universo"; fora do país, o álbum teve algum destaque em rádios universitárias dos Estados Unidos.
Então, em 1998 o Karnak fez sua primeira turnê internacional, passando pelos EUA, Canadá e Europa. Eles chegaram a mudar o nome da banda, incluindo um "The" no início (The Karnak), mas rapidamente voltaram ao normal. Alguns membros saíram da banda, fazendo com que sua formação caísse para 9 integrantes. No mesmo ano, lançaram o álbum Original, disponível apenas na França, contendo canções dos dois primeiros álbuns, mais uma versão em francês da canção "Alma Não Tem Cor" e um remix da canção "Comendo Uva na Chuva", feito pelo próprio André Abujamra.

### Estamos Adorando Tóquio
Ao retornarem para o Brasil, no ano seguinte, começaram a gravar seu próximo álbum, Estamos Adorando Tóquio. Com apenas sete membros, o álbum foi lançado em 2000, pela gravadora independente Net Records, uma empresa que visa o barateamento do processo de lançamento de discos para evitar a pirataria. Desta maneira, o álbum foi vendido praticamente apenas em bancas de revistas, porém por um preço menor do que a média de preços de discos vendidos em lojas.
A banda saiu em turnê internacional novamente durante este período, em 2001. O álbum, em termos, foi tão popular quanto o primeiro: apesar de não ter tido o mesmo impacto do primeiro álbum, eles fizeram mais concertos, conquistando mais fãs e tornando-se um pouco mais conhecidos fora de São Paulo.

### Pausa
Contudo, no dia 16 de dezembro de 2002, André Abujamra compôs uma mensagem, enviada para a maior lista de discussão relativa ao grupo, através de Belma Ikeda, a produtora da banda. A mensagem continha algo inimaginável para os fãs: explicava que a banda achava que um ciclo foi finalizado, portanto, ela estava terminando suas atividades. Os dois concertos que estavam marcados para a próxima semana, no Sesc Pompéia em São Paulo, seriam então seus últimos. As apresentações, que se tornaram uma grande despedida, tiveram a presença de todos os membros e ex-membros da banda, totalizando quase vinte pessoas no palco.

### Voltando às atividades
Apesar de, segundo André, o Karnak haver interrompido suas atividades, o grupo continuou fazendo ao menos um concerto por ano. Em um destes concertos, realizado habitualmente próximo ao Natal, neste caso o de 2006, André Abujamra revelou que o Karnak estaria voltando às atividades, atribuindo a cessão dos trabalhos a um medo que ele tinha de não sobreviver a uma cirurgia de redução estomacal.

### Nikodemus- A ópera rock do Karnak
Em dezembro de 2018 em comemoração de 26 anos da banda, estreia nos palcos a ópera rock Nikodemus, inspirada no clássico do gênero Tommy (da banda The Who), somado a pitadas karnakianas de Zappa e a mixologia sonora contundente de André Abujamra. O roteiro gira em torno de um rei (Nikodemus) que adora inventar coisas que não existem, mas um vilão deseja roubar essas criações. Cada um dos dez músicos interpreta um personagem, como, além do monarca e de seu antagonista, um astronauta, um macaco azul, prisioneiros medievais e um cavaleiro errante.

## Discografia da banda

### Álbuns de estúdio
- 1995 - Karnak
- 1997 - Universo Umbigo
- 2000 - Estamos Adorando Tóquio

## Prêmios e indicações
| Ano  | Prêmio                     | Categoria                  | Trabalho Indicado    | Info                                        | Resultado | Ref.  |
| ---- | -------------------------- | -------------------------- | -------------------- | ------------------------------------------- | --------- | ----- |
| 1995 | Prêmio APCA                | Melhor Grupo Musical       |                      |                                             | Venceu    | [ 2 ] |
| 1996 | II MTV Video Music Brasil  | Banda ou Artista Revelação | Comendo Uva na Chuva | Diretor : André Abujamra                    | Venceu    |       |
| 1997 | III MTV Video Music Brasil | Videoclipe do Ano          | Alma não tem cor     |                                             | Indicado  |       |
| 1997 | III MTV Video Music Brasil | Melhor Videoclipe de Pop   | Alma não tem cor     |                                             | Indicado  |       |
| 1997 | III MTV Video Music Brasil | Direção em Videoclipe      | Alma não tem cor     | Diretor: Hugo Prata                         | Venceu    |       |
| 1999 | V MTV Video Music Brasil   | Direção em Videoclipe      | Universo Umbigo      | Diretores: André Abujamra/Guilherme Ramalho | Venceu    |       |

## Formação

### Membros
- André Abujamra - voz e guitarra
- Kuki Stolarski - bateria
- Mano Bap - guitarra[15] e voz

### Ex-membros
- Lulu Camargo - teclado e samplers (1992-2001)
- Lloyd Bonnemaison - saxofone (1997-1999)